# Coupe des clubs champions arabes de football 1987
Navigation
Tunis 1986 Sharjah 1988
La Coupe arabe des clubs champions 1987 est la cinquième édition de la Coupe arabe des clubs champions de football. Organisée à Riyad en Arabie saoudite, elle regroupe les clubs des pays arabes vainqueurs de leur championnat national.
La compétition voit son nombre de participants augmenter et sa formule est donc modifiée. Si le tour préliminaire entre les trois représentants du Maghreb reste en place, il y a désormais un premier tour avec deux poules, puis les deux premiers de chaque groupe disputent la phase finale, en match à élimination directe.
C'est le club irakien d'Al Rasheed, double tenant du titre, qui remporte à nouveau cette édition, après avoir battu les Saoudiens d'Al Ittihad Djeddah lors. C'est le troisième titre international de l'histoire du club et le quatrième trophée remporté par un club irakien en cinq éditions.

## Équipes participantes
- Al Rasheed - Tenant du titre
- JE Tizi Ouzou - Champion d'Algérie 1985-1986
- Étoile sportive du Sahel - Champion de Tunisie 1985-1986
- Al Jaish Bagdad - 5e du championnat d'Irak 1985-1986
- Al-Hilal FC - Champion d'Arabie saoudite 1985-1986
- Al Ittihad Djeddah - Vice-champion d'Arabie saoudite 1985-1986
- Al Arabi Doha - Représentant du Qatar
- Nadi al-Jam'iyya al-Islamiyya - Représentant de Palestine 1985-1986
- Tersana SC - Vainqueur de la Coupe d'Égypte 1985-1986
- Raja CA - Vice-champion du Championnat du Maroc 1985-1986

## Compétition

### Tour préliminaire
Zone 3 (zone du maghreb) :
Elle s'est déroulée à Casablanca au  Maroc .
- 24 juin 1987 : Raja Casablanca  Maroc - Étoile du Sahel Tunisie (1-4)
- 26 juin 1987 : JE Tizi Ouzou Algérie - Étoile du Sahel  Tunisie(1-3) But : Lyes Bahbouh    44e
- 28 juin 1987 : Raja Casablanca  Maroc - JE Tizi Ouzou Algérie (0-0)
- NB : le club libyen ( USC ) Union Sportive et Culturelle à déclaré forfait à la derniére minute !

### Tournoi final

#### Premier tour
Groupe A
| Rang | Équipe                        | Pts | J | G | N | P | Bp | Bc | Diff |  | Résultats (▼ dom., ► ext.)    |  |     |     |     |
| ---- | ----------------------------- | --- | - | - | - | - | -- | -- | ---- |  | ----------------------------- |  | --- | --- | --- |
| 1    | Al Rasheed                    | 9   | 3 | 3 | 0 | 0 | 13 | 2  | +11  |  | Al Rasheed                    |  | 3-1 | 5-1 | 5-0 |
| 2    | Al Ittihad Djeddah            | 6   | 3 | 2 | 0 | 1 | 7  | 6  | +1   |  | Al Ittihad Djeddah            |  |     | 4-3 | 2-0 |
| 3    | Étoile sportive du Sahel      | 1   | 3 | 0 | 1 | 2 | 6  | 11 | -5   |  | Étoile sportive du Sahel      |  |     |     | 2-2 |
| 4    | Nadi al-Jam'iyya al-Islamiyya | 1   | 3 | 0 | 1 | 2 | 2  | 9  | -7   |  | Nadi al-Jam'iyya al-Islamiyya |  |     |     |     |

Groupe B
| Rang | Équipe          | Pts | J | G | N | P | Bp | Bc | Diff |  | Résultats (▼ dom., ► ext.) |  |     |     |     |     |
| ---- | --------------- | --- | - | - | - | - | -- | -- | ---- |  | -------------------------- |  | --- | --- | --- | --- |
| 1    | Tersana SC      | 8   | 4 | 2 | 2 | 0 | 4  | 1  | +3   |  | Tersana SC                 |  | 0-0 | 0-0 | 1-0 | 3-1 |
| 2    | JE Tizi Ouzou   | 8   | 4 | 2 | 2 | 0 | 2  | 0  | +2   |  | JE Tizi Ouzou              |  |     | 1-0 | 1-0 | 0-0 |
| 3    | Al-Hilal FC     | 7   | 4 | 2 | 1 | 1 | 2  | 1  | +1   |  | Al-Hilal FC                |  |     |     | 1-0 | 1-0 |
| 4    | Al Jaish Bagdad | 3   | 4 | 1 | 0 | 3 | 3  | 3  | 0    |  | Al Jaish Bagdad            |  |     |     |     | 3-0 |
| 5    | Al Arabi Doha   | 1   | 4 | 0 | 1 | 3 | 1  | 7  | -6   |  | Al Arabi Doha              |  |     |     |     |     |

#### Phase finale
|  | Demi-finales       | Demi-finales       |                        |   | Finale | Finale |
|  | Demi-finales       | Demi-finales       |                        |   | Finale | Finale |
|  |                    |                    |                        |   |        |        |
|  |                    |                    |                        |   |        |        |
|  |                    |                    |                        |   |        |        |
|  | Al Rasheed         | 4                  |                        |   |        |        |
|  | Al Rasheed         | 4                  |                        |   |        |        |
|  | JE Tizi Ouzou      | 0                  |                        |   |        |        |
|  | JE Tizi Ouzou      | 0                  | Al Rasheed a.p.        | 2 |        |        |
|  |                    |                    | Al Rasheed a.p.        | 2 |        |        |
|  |                    | Al Ittihad Djeddah | 1                      |   |        |        |
|  | Tersana SC         | Al Ittihad Djeddah | 1                      | 0 |        |        |
|  | Tersana SC         |                    |                        | 0 |        |        |
|  | Al Ittihad Djeddah | 1                  |                        |   |        |        |
|  | Al Ittihad Djeddah | 1                  | Match pour la 3e place |   |        |        |
|  |                    |                    |                        |   |        |        |
|  |                    |                    |                        |   |        |        |
|  |                    |                    |                        |   |        |        |
|  | JE Tizi Ouzou      | 2                  |                        |   |        |        |
|  | JE Tizi Ouzou      | 2                  |                        |   |        |        |
|  | Tersana SC         | 1                  |                        |   |        |        |
|  | Tersana SC         | 1                  |                        |   |        |        |

| Coupe des clubs champions arabes Al Rasheed 3e titre |